# Velîka Liubașa, Kostopil
Velîka Liubașa (în ucraineană Велика Любаша) este un sat în comuna Pidlujne din raionul Kostopil, regiunea Rivne, Ucraina.

## Demografie
Componența lingvistică a localității Velîka Liubașa
     Ucraineană (99,19%)
     Alte limbi (0,81%)
Conform recensământului din 2001, majoritatea populației localității Velîka Liubașa era vorbitoare de ucraineană (99,19%), existând în minoritate și vorbitori de alte limbi.